# 托马什·马耶夫斯基
托马什·马耶夫斯基（1981年8月30日—）是波兰田径运动员。在2008年奥运会上获得男子铅球金牌，成绩为21.51米。2012年伦敦奥运，他成功卫冕该项目冠军，成绩是21.89米。

## 外部連結
- 托马什·马耶夫斯基在的頁面